# Antiglobalisme

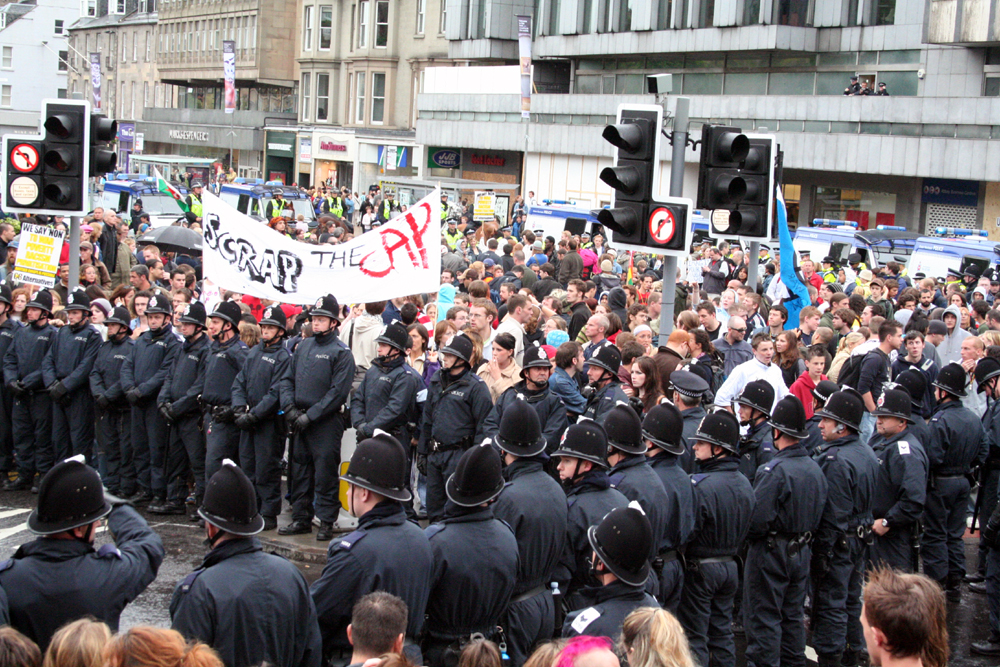
Antiglobalistisch protest in Edinburgh, bij de G8 in 2005

Antiglobalisme of antimondialisme is een beweging die zich verzet tegen het globalisme (mondialisering) in zijn geheel. Antiglobalisten verzetten zich radicaal tegen iedere vorm van globalisering, men ziet het als een bedreiging voor de lokale cultuur en economie.

## Achtergrond
Over de afbakening van antiglobalisme verschillen de meningen. Antiglobalisme en andersglobalisme worden vaak door elkaar gebruikt. Meestal duidt antiglobalisme een verzet tegen globalisme in al haar verschijningsvormen aan, terwijl andersglobalisme zich vooral verzet tegen economisch (neoliberaal) globalisme. Ook protectionistische maatregelen, zoals landbouwsubsidies in de Europese Unie en importheffingen worden als antiglobalistisch gezien.

## Antiglobalistische kritiek op de vrije markt

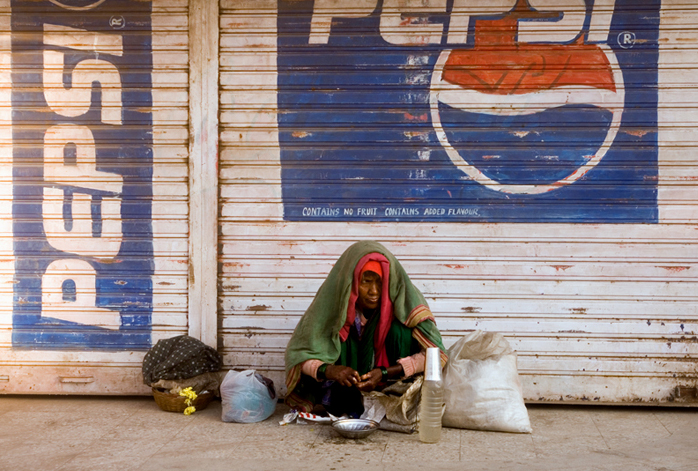
Pepsi-reclame in Bijapur India

De kritiek van de antiglobalisten op het idee van een vrije markt is dat niet iedereen een vrije toegang heeft tot deze markt en deze dus juist niet vrij is. Zo worden er in Europa landbouwsubsidies gegeven waardoor bijvoorbeeld Afrikaanse producten niet op de Europese markt kunnen concurreren. Aan de andere kant mogen Afrikaanse landen hun interne productie niet beschermen tegen westerse goedkopere producten.
De verstoorde handelsbalans komt op diverse vlakken naar voren. Ontwikkelingslanden moeten hoge rentes betalen voor leningen, moeten patentrechten betalen voor producten die wellicht van eigen bodem zijn, maar waar de bedrijven in het Westen patentrechten voor hebben aangevraagd. Met name privatisering van waterbedrijven in de derde wereld wordt bekritiseerd.
De vrije markt wordt door diverse organisaties bekritiseerd. Per beweging (mensenrechten, socialisten, etc.) wordt het accent op andere problematiek gelegd. Zo is er een meer culturele invalshoek van de beweging die zich tegen een monoculturele wereld waar handel en multinationals culturele verscheidenheid hebben vervlakt ten gevolge van een uniformer wordende consumptie (de antiglobalisten spreken bijvoorbeeld van 'Mcdonaldisering van de wereld' en van het 'Coca-Cola-evangelisme') en ondermijning van nationale regeringen ten gunste van een supranationale regering zoals het Europees Parlement.
De milieubeweging wijst op negatieve gevolgen van de toenemende goederenstroom. Voor transport worden fossiele brandstoffen gebruikt en het veroorzaakt emissie van koolstofdioxide.

## Kritiek op multinationals
Veel multinationals hebben een omzet die groter is dan het bruto nationaal product (bnp) van een klein land. Deze multinationals hebben grote macht, maar worden niet democratisch geleid. Aanhangers van deze beweging betogen dat de wereld langzamerhand wordt overgenomen door multinationals en hun macht en dat regeringen, onze volksvertegenwoordigers, minder macht krijgen. Er wordt naar gestreefd de multinationals onder de macht van regeringen te krijgen, of deze regeringen nu liberaal of socialistisch zijn is een tweede vraagstuk. Antiglobalisme heeft zowel '(extreem)linkse' als gematigd 'liberale' aanhangers die overheidsingrijpen acceptabel vinden als dit leidt tot een andere machtsverdeling.